# RCAドーム
RCAドーム（RCA Dome）は、アメリカ合衆国のインディアナ州インディアナポリスにあった多目的ドームである。
1983年にNFLインディアナポリス・コルツの本拠地として建設された。当初はフージャー・ドーム（Hoosier Dome）という名称であったが、1994年にRCAが命名権を10年1000万ドルで買い取り、RCAドームと改名された。
2008年にはルーカス・オイル・スタジアムがRCAドームの南側に完成し、インディアナポリス・コルツの新本拠地となる。それに伴い、RCAドームは12月20日午前9時36分に爆破解体され、現在隣接しているコンベンションホールが拡張された。
1985年にはNBAオールスターゲームが、1992年にはレッスルマニアVIIIが、1991年、1997年、2000年、2006年にはNCAA男子バスケットボールトーナメントのファイナル4が、2002年にはバスケットボール世界選手権が開催された。